# Gonomyia (Leiponeura) platyphallus
Gonomyia (Leiponeura) platyphallus is een tweevleugelige uit de familie steltmuggen (Limoniidae). De soort komt voor in het Neotropisch gebied.